# كلينتون سباركس
كلينتون سباركس (بالإنجليزية: Clinton Sparks)‏ هو منتج أسطوانات وملحن ودي جيه أمريكي، ولد في 18 سبتمبر 1979 في بوسطن في الولايات المتحدة.

## وصلات خارجية
- كلينتون سباركس على موقع IMDb (الإنجليزية)
- كلينتون سباركس على موقع ميوزك برينز (الإنجليزية)
- كلينتون سباركس على موقع ديسكوغز (الإنجليزية)